# روز ملی خرد

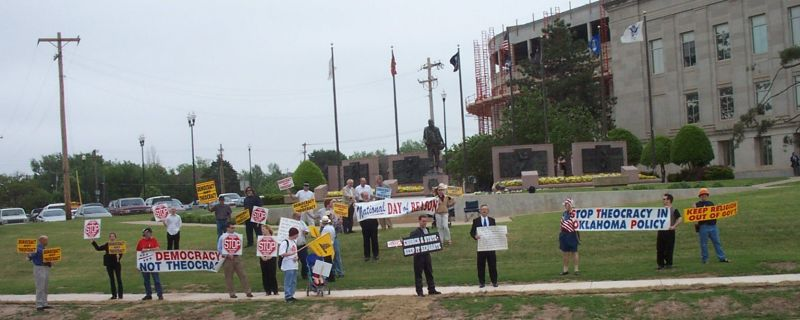
تصویری از مردم، با دست نوشته هایی در مخالفت حاکمیت ادیان

روز ملی خرد جشنی سکولار برای انسان‌گرایان، بی‌خدایان و دیگر سکولاریست‌ها و آزاداندیشان است، که در پاسخ به «روز ملی عبادت»، یک جشن رسمی در ایالات متحده آمریکا برگزار می‌شود. این روز در اولین پنج‌شنبه ماه مه هر سال برگزار می‌شود، تا با روز ملی دعا تلاقی کند، زیرا بسیاری از گروه‌های بی‌خدا و سکولار آن را برخلاف قانون اساسی می‌دانند.
پیشنهاد «روز ملی خرد» در سال ۲۰۰۳ توسط انجمن انسان‌گرای آمریکایی و انسان‌گرایان منطقه واشینگتن، در پاسخ به روز روز ملی دعا مطرح شد. از جمله فعالیت‌های این روز، اهدای غذا، اهدای خون، یا فراخوانی گروه‌ها به جلسه‌های شهری برای پایان دادن به روز ملی عبادت است.